# Гийо, Раймон
Раймон Гийо (фр. Raymond Guiot; 5 октября 1930, Рубе — 11 июля 2025, Париж) — французский флейтист и композитор.
В 1947 году окончил Парижскую консерваторию по классу Марселя Моиза. C 1962 по 1991 год — первая флейта Парижской оперы. Был профессором Парижской консерватории. С 1950 по 1956 год был профессором итал. Accademia del Flauto в Риме. Среди учеников — Казунори Сео, Сара Лувион, Филипп Бернольд, Шарон Безали.
Автор популярных произведений для флейты методического и концертного характера, в основном с джазовым колоритом.

## Признание
- I премия на Международном конкурсе исполнителей в Женеве (1954)

## Сочинения
- Dialectologie для флейты соло
- Фантазия для флейты и фп. (1997)
- Onivatto для пикколо и фп. (2000)
- Прелюдия и финал для флейты и фп.
- La Flute Bleue для флейты и фп.
- Рапсодия для флейты и фп.
- Маленькая интерлюдия для флейты и фп.
- Bluesy Prelude для флейты и фп.
- «Исчезнувший замок» для флейты и фп.
- 4 лёгких пьесы для флейты и фп.
- Cividale дуэт для двух флейт
- Do it Duet . 6 пьес для двух флейт (2005)
- 10 лёгких пьес для 3х флейт
- «Джазовый дивертисмент». Квартет флейт
- Conversazione. Квинтет флейт